# Caroline Munro
Caroline Munro (nacida el 16 de enero de 1949) es una actriz y modelo inglesa, conocida por su participación en películas de terror y ciencia ficción de las décadas de 1970 y 1980, y por su papel como la chica Bond Naomi en La espía que me amó.

## Biografía

### Carrera temprana
Munro comenzó su carrera en el medio artístico en 1966, cuando su madre y un fotógrafo amigo del colegio de artes donde estudiaba, enviaron unas fotos suyas para el concurso Face of the Year del diario Evening News y ella ganó, siendo elegida por el famoso fotógrafo David Bailey. Esto la llevó a una carrera como modelo, en la que su primer trabajo fue para la edición británica de Vogue, a los 17 años. Luego se mudó de Windsor a Londres, donde hizo varios anuncios para TV, fotos para portadas de revistas y cameos en algunas películas.
Uno de sus muchos anuncios fotográficos le valió una prueba y un año de contrato con Paramount Pictures, debutando en 1969 en el papel de la hija de Richard Widmark en la comedia western A Talent for Loving.

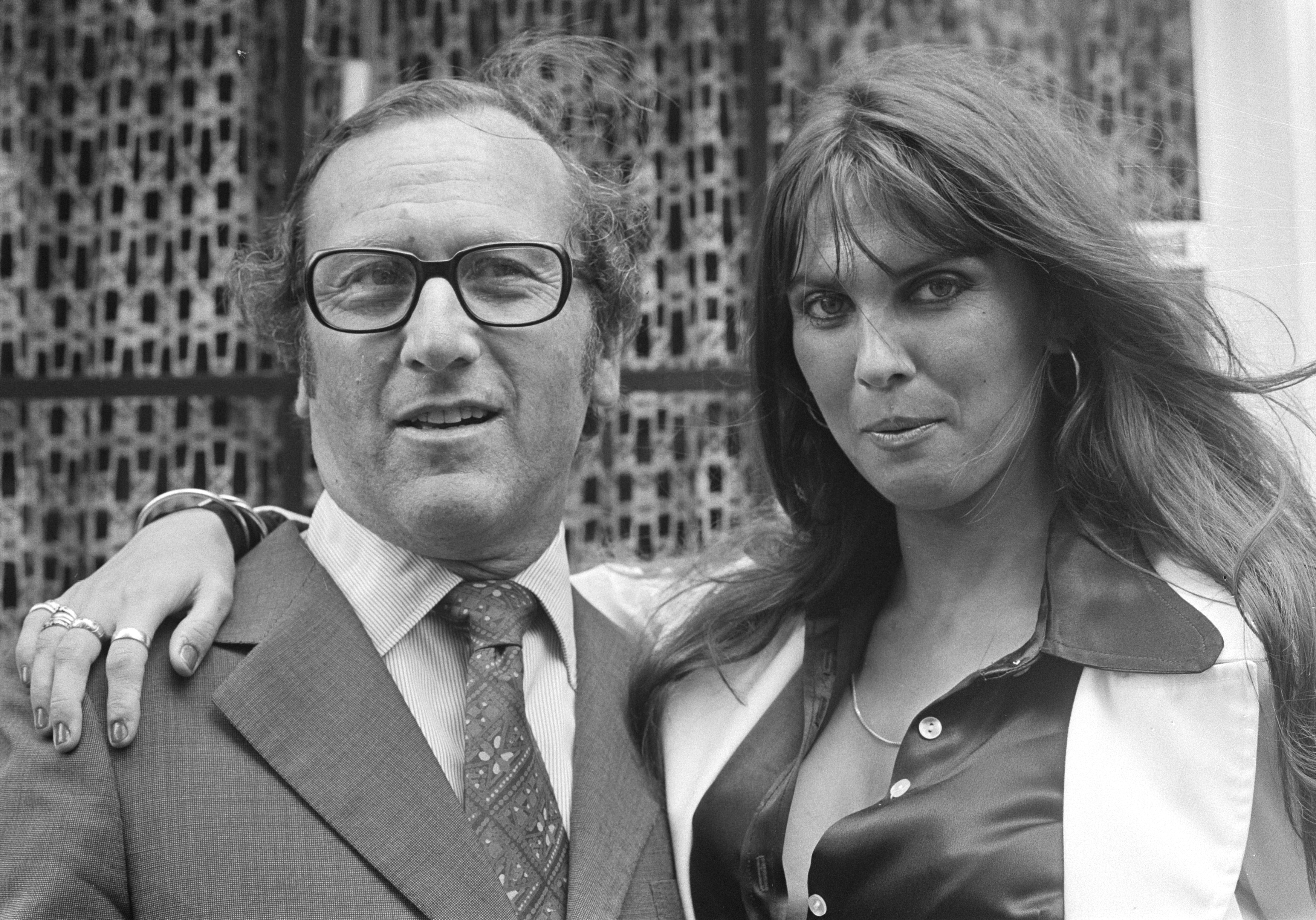
Munro con Charles Schneer en 1974 en Ámsterdam durante el estreno de El viaje fantástico de Simbad.

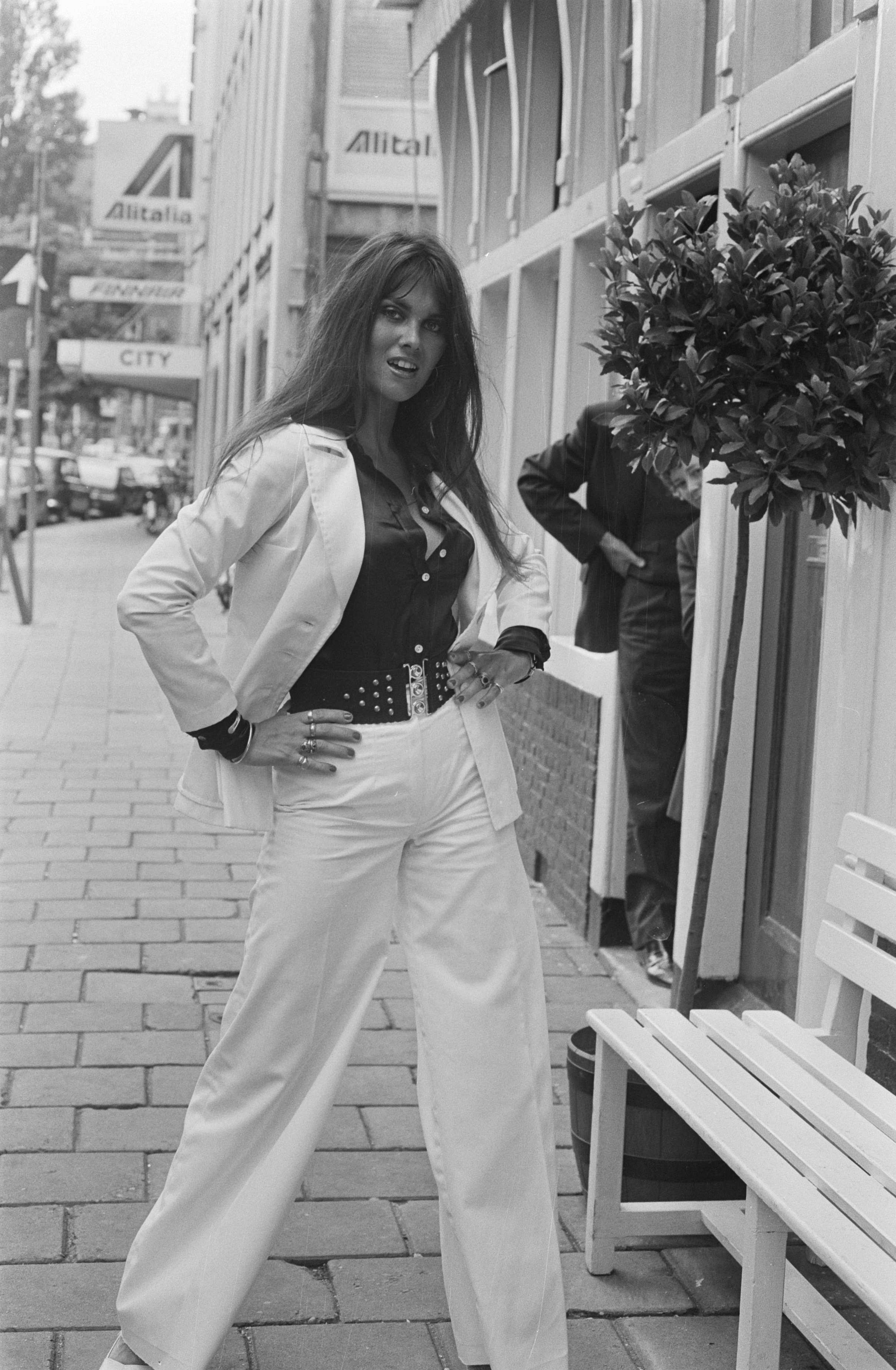
Munro en Ámsterdam en 1974.

En 1971, el presidente de Hammer Productions, antigua y famosa productora de películas de terror y ciencia ficción de Inglaterra, le ofreció un contrato y Munro comenzó a hacer películas, por lo cual sería más conocida como el clásico El abominable Dr. Phibes, con el nombre más grande en el género, Vincent Price. Fue la única actriz en tener un contrato a largo plazo con Hammer en toda la historia de la productora.
Captain Kronos: Vampire Hunter y El viaje fantástico de Simbad en 1974 fueron dos éxitos de público en el género de terror y ciencia ficción de bajo presupuesto entre los varios que protagonizó en los años 70, hasta llegar al papel que la haría popular en todo el mundo.

### James Bond
En 1977, Munro rechazó la oportunidad del papel de la villana Ursa en Superman, para hacer la que sería su aparición más célebre de la película, como Naomi, la piloto de helicóptero y asistente del villano Karl Stromberg, que coquetea con James Bond mientras intentaba dispararle desde su helicóptero en La espía que me amó. Cubby Broccoli, productor de las películas de 007, impresionado con su fotogenia, le aconsejó firmemente ir a los Estados Unidos a intentar una carrera más lucrativa, pero Munro decidió quedarse en Europa junto a su familia.
Munro continuó trabajando en numerosas películas de horror y ciencia ficción británicas y europeas a través de los años 70 y 80, en particular Starcrash (1979) con David Hasselhoff y Christopher Plummer. El diálogo de Munro fue redoblado completamente por otra actriz, incluso para las impresiones en idioma inglés de la película.
La carrera de Munro continuó prosperando en los años 80, continuando haciendo películas de terror y ciencia ficción de bajo presupuesto en Europa, principalmente en Italia, y en un trabajo constante aunque de poca proyección, filmando también Estados Unidos en la segunda mitad de la década, en cine B. Durante estos años también aparece en la televisión y fue una famosa pin-up en los medios, aunque nunca posando desnuda, apareciendo en videoclips musicales para estrellas de rock como Adam Ant y Meat Loaf. Desde los años 90, ha limitado su trabajo en la pantalla a apariciones en películas para televisión y documentales.

## Filmografía

### Cine
| Año  | Título                                    | Rol                           | Notas                               |
| ---- | ----------------------------------------- | ----------------------------- | ----------------------------------- |
| 1966 | Smoke Over London                         | Morocha hermosa               | Cameo; coproducción ítalo-británica |
| 1967 | Casino Royale                             | Chica de la guardia           | Sin acreditar                       |
| 1968 | Joanna                                    | Extra                         | Sin acredtar                        |
| 1969 | Where's Jack?                             | Madame Vendonne               |                                     |
| 1969 | A Talent for Loving                       | Evalina Patten                |                                     |
| 1971 | On the Buses                              | Chica del poster              |                                     |
| 1971 | El abominable Dr. Phibes                  | Victoria Regina Phibes        |                                     |
| 1972 | Mutiny on the Buses                       | Chica del poster              |                                     |
| 1972 | Dracula A.D. 1972                         | Laura                         |                                     |
| 1972 | Dr. Phibes Rises Again                    | Victoria Regina Phibes        |                                     |
| 1973 | The Golden Voyage of Sinbad               | Margiana                      |                                     |
| 1974 | Captain Kronos: Vampire Hunter            | Carla                         |                                     |
| 1975 | I Don't Want to Be Born                   | Mandy Gregory                 |                                     |
| 1976 | At the Earth's Core                       | Dia                           |                                     |
| 1977 | The Spy Who Loved Me                      | Naomi                         |                                     |
| 1978 | Starcrash                                 | Stella Star                   |                                     |
| 1980 | Maniac                                    | Anna D'Antoni                 |                                     |
| 1982 | The Last Horror Film                      | Jana Bates                    |                                     |
| 1984 | Don't Open Till Christmas                 | Caroline Munro                |                                     |
| 1986 | Slaughter High                            | Carol Manning                 |                                     |
| 1987 | Faceless                                  | Barbara Hallen                |                                     |
| 1988 | Howl of the Devil                         | Carmen                        |                                     |
| 1989 | The Black Cat                             | Nora                          |                                     |
| 1993 | Night Owl                                 | Caroline Munro                |                                     |
| 1994 | To Die For                                | Mrs. Pignon                   |                                     |
| 1996 | Domestic Strangers                        | Counsellor                    |                                     |
| 2002 | Blood Craving                             | Caroline Munro                |                                     |
| 2003 | Flesh for the Beast                       | Carla the Gypsy               |                                     |
| 2006 | The Absence of Light                      | Abbey Church                  |                                     |
| 2012 | Aqua Tales                                | Marina                        | Voz                                 |
| 2012 | Eldorado                                  | Lilly                         |                                     |
| 2015 | Vampyres                                  | Hotel owner                   |                                     |
| 2015 | Crying Wolf 3D                            | Mujer de la tienda de zapatos |                                     |
| 2016 | Stellar Quasar and the Scrolls of Dadelia | Amanay                        |                                     |
| 2017 | Cute Little Buggers                       | Mystic Mary                   |                                     |
| 2019 | House of the Gorgon                       | Baronesa Bartov               |                                     |
| 2020 | The Haunting of Margam Castle             | Brenda                        |                                     |
| 2023 | The Pocket Film of Superstitions          | Alta sacerdotisa              | En producción                       |

### Televisión
| Año  | Título                          | Rol                 | Notas                            |
| ---- | ------------------------------- | ------------------- | -------------------------------- |
| 1971 | The BOO Show                    | Perro mascota       | Film para televisión             |
| 1976 | The Howerd Confessions          | Capitana Latour     | Episodio: #1.2                   |
| 1977 | The New Avengers                | Tammy               | Episodio: "Angels of Death"      |
| 1986 | Cinderella: The Shoe Must Go On | Game Show Hostess   | Film para televisión             |
| 1988 | Maigret                         | Carolyn Page        | Film para televisión             |
| 1992 | Tropical Heat                   | Alicia              | Episodio: "Stranger in Paradise" |
| 2013 | Midsomer Murders                | Sacerdotisa malvada | Episodio: "Death and the Divas"  |

### Cortometraje
| Año  | Título                                           | Rol            | Notas         |
| ---- | ------------------------------------------------ | -------------- | ------------- |
| 1966 | G.G. Passion                                     | Mujer fanática | Sin acreditar |
| 2009 | Turpin                                           | Lady Victoria  |               |
| 2013 | The Landlady                                     | The Landlady   |               |
| 2017 | Frankula                                         | Clarissa Cobra |               |
| 2018 | End User                                         | Barmaid        |               |
| 2019 | Alone on Christmas: The Creation of Curtis Stein | Helga          |               |